# NGC 6348
NGC 6348 је спирална галаксија у сазвежђу Херкул која се налази на NGC листи објеката дубоког неба.
Деклинација објекта је + 41° 38' 53" а ректасцензија 17h 18m 21,1s. Привидна величина (магнитуда) објекта NGC 6348 износи 14,4 а фотографска магнитуда 15,2. NGC 6348 је још познат и под ознакама MCG 7-35-63, CGCG 225-98, NPM1G +41.0457, PGC 60036.